# NGC 3664

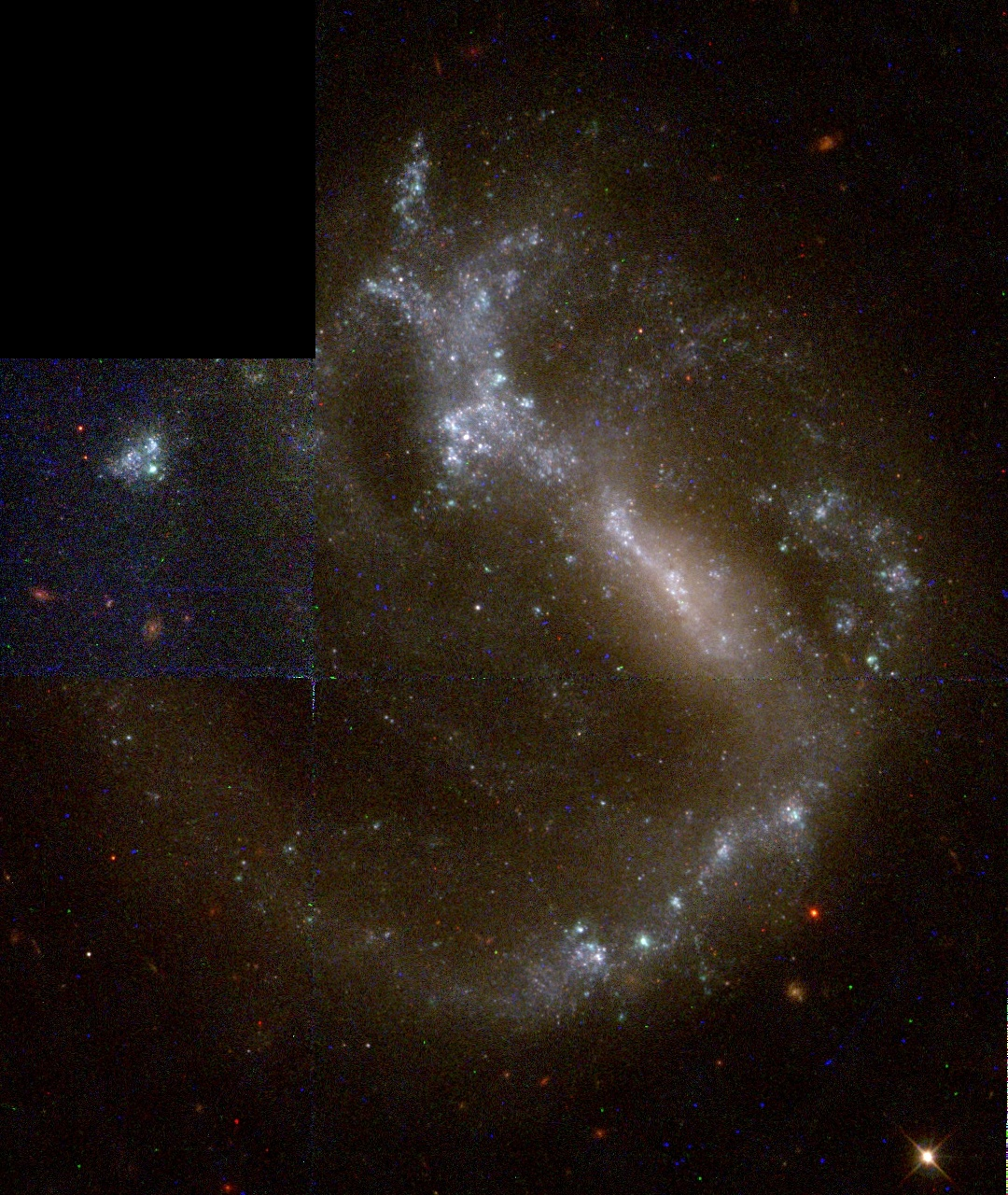
NGC 3664 par le télescope spatial Hubble.

NGC 3664 est une galaxie spirale barrée de type magellanique située dans la constellation du Lion. NGC 3664 a été découverte par l'astronome allemand Ernst Wilhelm Tempel en 1879.

## Caractéristiques
La classe de luminosité de NGC 3664 est V et elle présente une large raie HI.

### Distance
Sa vitesse par rapport au fond diffus cosmologique est de
Sa vitesse par rapport au fond diffus cosmologique est de 1 746 ± 26 km/s, ce qui correspond à une distance de Hubble de 25,8 ± 1,8 Mpc (∼84,1 millions d'al).
À ce jour, une mesure non basée sur le décalage vers le rouge (redshift) donne une distance d'environ 24,400 Mpc (∼79,6 millions d'al). Cette valeur est à l'intérieur des valeurs de la distance de Hubble.

### Brillance de surface
En raison d'une brillance de surface égale à 14,25 mag/am2, on peut qualifier NGC 3664 de galaxie à faible brillance de surface (LSB en anglais pour low surface brightness). Les galaxies LSB sont des galaxies diffuses (D) avec une brillance de surface inférieure de moins d'une magnitude à celle du ciel nocturne ambiant.

## Groupe de NGC 3640
Selon un article de A.M. Garcia paru en 1993, NGC 3664 est un membre du groupe de NGC 3640. Selon Garcia, ce groupe comprend six autres galaxies : NGC 3611, NGC 3640, NGC 3641, NGC 3645 (NGC 3630 dans l'article), NGC 3664A (PGC 35042) et UGC 6345. Abraham Mahtessian mentionne aussi l'existence de ce groupe, mais la galaxie NGC 3664A ne figure pas dans sa liste. Or, selon Vaucouleurs et Corwin, NGC 3664A et NGC 3664 forment une paire de galaxies. De plus, la galaxie UGC 6345 est notée 1117+0248, notation abrégée pour CGCG 1117.6+0248.

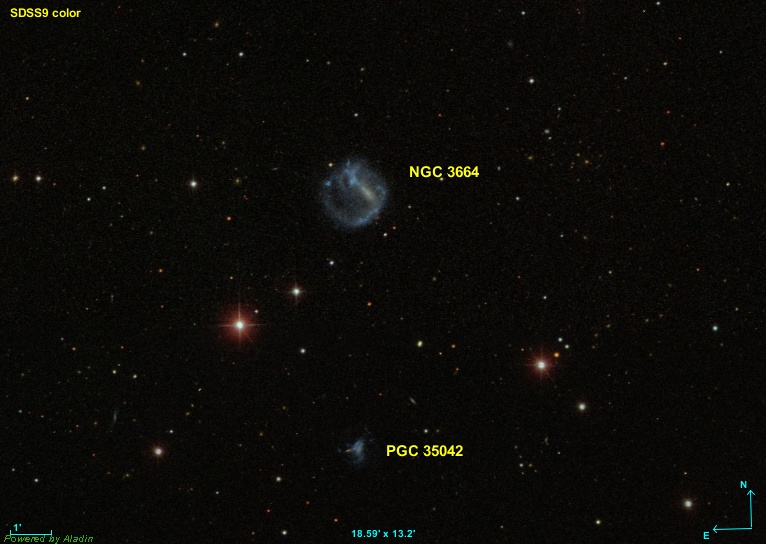
La paire de galaxie NGC 3664 et NGC 3664A.

Selon Vaucouleurs et Corwin, NGC 3643 fait partie du même groupe de galaxies que NGC 3645. NGC 3643 est d'ailleurs dans la même région du ciel que NGC 3645 et la distance qui nous en sépare est semblable à celle de NGC 3643. Il est donc raisonnable de supposer que NGC 3643 fasse aussi partie du groupe de NGC 3640.